# Craon (Mayenne)
Craon és un municipi francès, situat al departament de Mayenne i a la regió de País del Loira. L'any 2007 tenia 4.648 habitants.

## Història
Durant les Guerres de religió a França el duc de Mercoeur en nom de la Santa Lliga de París va derrotar Enric de Montpensier a la batalla de Craon el 25 de maig de 1592.

## Demografia

### Població
El 2007 la població de fet de Craon era de 4.648 persones. Hi havia 1.939 famílies de les quals 649 eren unipersonals (253 homes vivint sols i 396 dones vivint soles), 700 parelles sense fills, 486 parelles amb fills i 104 famílies monoparentals amb fills.
La població ha evolucionat segons el següent gràfic:
Habitants censats

### Habitatges
El 2007 hi havia 2.242 habitatges, 1.983 eren l'habitatge principal de la família, 47 eren segones residències i 211 estaven desocupats. 1.889 eren cases i 351 eren apartaments. Dels 1.983 habitatges principals, 1.252 estaven ocupats pels seus propietaris, 702 estaven llogats i ocupats pels llogaters i 28 estaven cedits a títol gratuït; 28 tenien una cambra, 145 en tenien dues, 377 en tenien tres, 546 en tenien quatre i 888 en tenien cinc o més. 1.341 habitatges disposaven pel capbaix d'una plaça de pàrquing. A 1.005 habitatges hi havia un automòbil i a 640 n'hi havia dos o més.

### Piràmide de població
La piràmide de població per edats i sexe el 2009 era:
| Homes | Edats   | Dones |
| ----- | ------- | ----- |
| 4     | 95 o +  | 20    |
| 16    | 90 a 94 | 80    |
| 44    | 85 a 89 | 88    |
| 40    | 80 a 84 | 100   |
| 88    | 75 a 79 | 200   |
| 136   | 70 a 74 | 136   |
| 172   | 65 a 69 | 164   |
| 100   | 60 a 64 | 176   |
| 96    | 55 a 59 | 84    |
| 140   | 50 a 54 | 156   |
| 120   | 45 a 49 | 152   |
| 172   | 40 a 44 | 116   |
| 124   | 35 a 39 | 172   |
| 128   | 30 a 34 | 84    |
| 144   | 25 a 29 | 148   |
| 136   | 20 a 24 | 92    |
| 140   | 15 a 19 | 148   |
| 164   | 10 a 14 | 132   |
| 160   | 5 a 9   | 112   |
| 92    | 0 a 4   | 84    |

## Economia

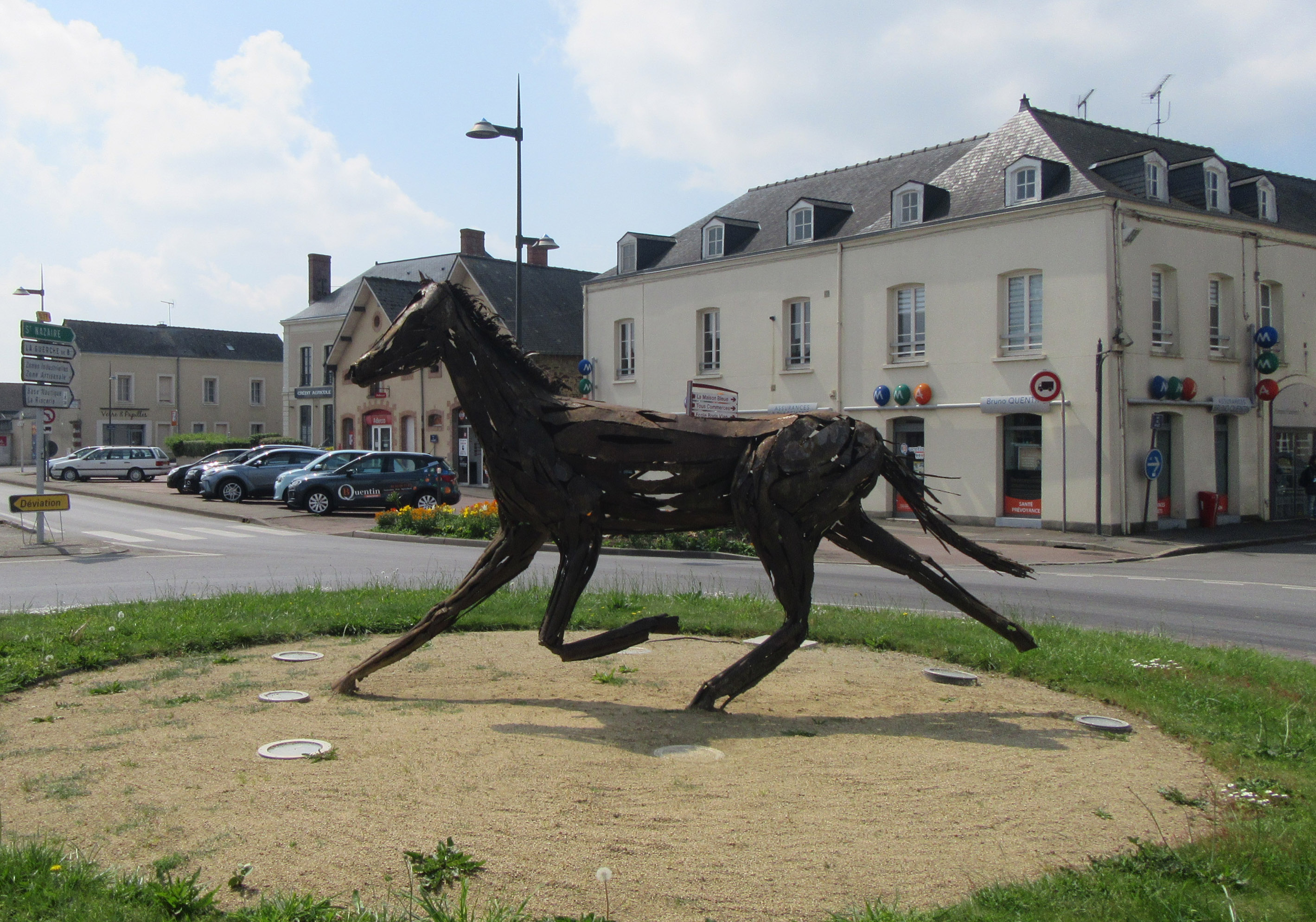
Monument a la cruïlla de camins D771 i D22.

El 2007 la població en edat de treballar era de 2.558 persones, 1.910 eren actives i 648 eren inactives. De les 1.910 persones actives 1.788 estaven ocupades (940 homes i 848 dones) i 122 estaven aturades (50 homes i 72 dones). De les 648 persones inactives 261 estaven jubilades, 222 estaven estudiant i 165 estaven classificades com a «altres inactius».

### Ingressos
El 2009 a Craon hi havia 2.055 unitats fiscals que integraven 4.619 persones, la mediana anual d'ingressos fiscals per persona era de 15.882 €.

### Activitats econòmiques
Dels 266 establiments que hi havia el 2007, 4 eren d'empreses extractives, 18 d'empreses alimentàries, 1 d'una empresa de fabricació de material elèctric, 2 d'empreses de fabricació d'elements pel transport, 9 d'empreses de fabricació d'altres productes industrials, 26 d'empreses de construcció, 68 d'empreses de comerç i reparació d'automòbils, 8 d'empreses de transport, 17 d'empreses d'hostatgeria i restauració, 4 d'empreses d'informació i comunicació, 18 d'empreses financeres, 9 d'empreses immobiliàries, 25 d'empreses de serveis, 32 d'entitats de l'administració pública i 25 d'empreses classificades com a «altres activitats de serveis».
Dels 72 establiments de servei als particulars que hi havia el 2009, 1 era una oficina d'administració d'Hisenda pública, 1 gendarmeria, 1 oficina de correu, 6 oficines bancàries, 2 funeràries, 4 tallers de reparació d'automòbils i de material agrícola, 2 tallers d'inspecció tècnica de vehicles, 2 autoescoles, 2 paletes, 5 guixaires pintors, 6 fusteries, 5 lampisteries, 4 electricistes, 1 empresa de construcció, 7 perruqueries, 2 veterinaris, 3 agències de treball temporal, 11 restaurants, 3 agències immobiliàries, 3 tintoreries i 1 saló de bellesa.
Dels 32 establiments comercials que hi havia el 2009, 1 era un hipermercat, 2 supermercats, 2 grans superfícies de material de bricolatge, 6 fleques, 4 carnisseries, 2 llibreries, 7 botigues de roba, 2 sabateries, 3 botigues de mobles, 1 una perfumeria, 1 una joieria i 1 una floristeria.
L'any 2000 a Craon hi havia 71 explotacions agrícoles que ocupaven un total de 1.710 hectàrees.

## Equipaments sanitaris i escolars
El 2009 hi havia 1 hospital de tractaments de curta durada, 1 hospital de tractaments de mitja durada (seguiment i rehabilitació), 1 un hospital de tractaments de llarga durada, 3 farmàcies i 2 ambulàncies.
El 2009 hi havia 2 escoles maternals i 3 escoles elementals. Craon disposava de 2 col·legis d'educació secundària amb 647 alumnes.

## Poblacions més properes

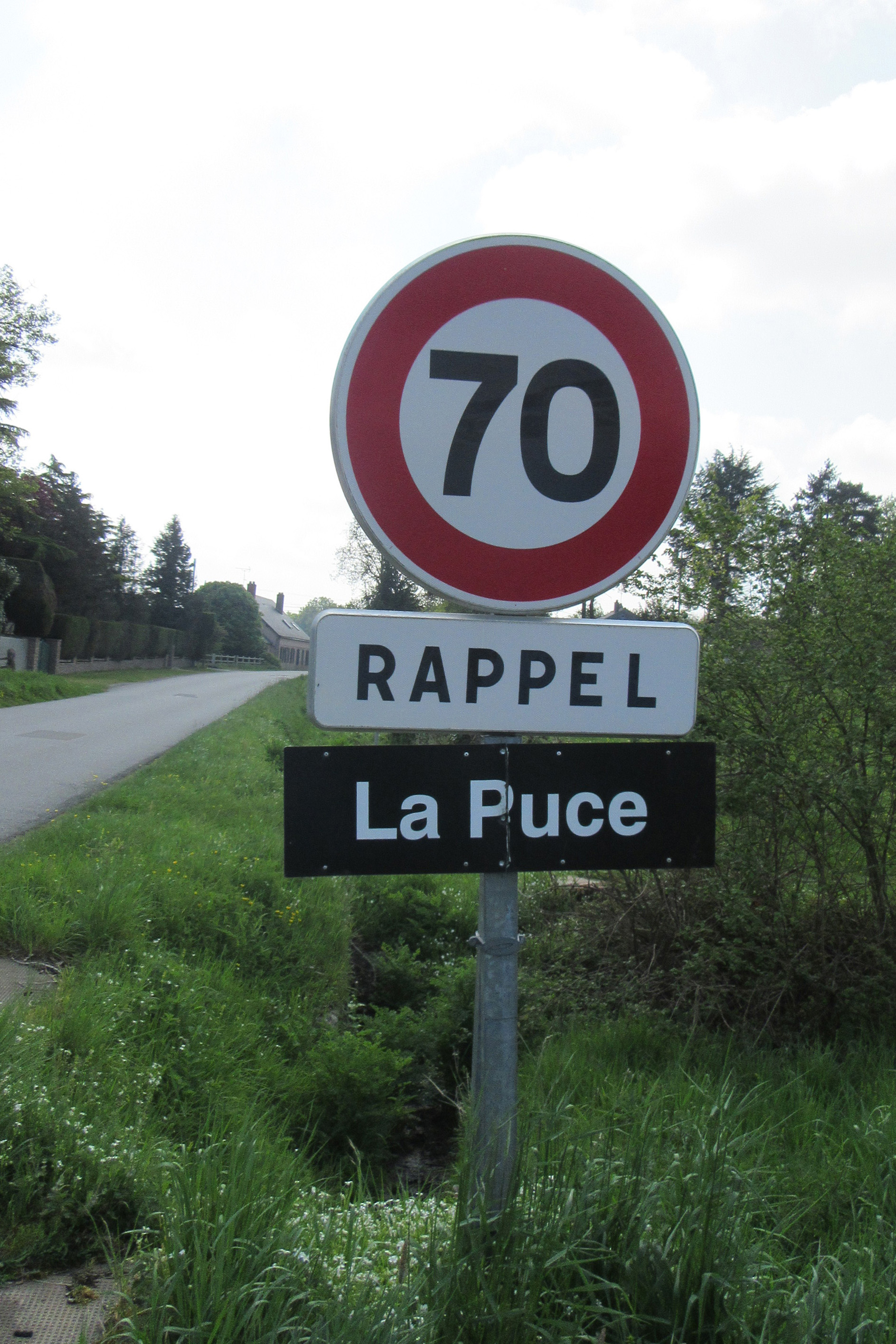
La Puce

El següent diagrama mostra les poblacions més properes.